# La Nostalgie de l'Infini
La Nostalgie de l'Infini est une peinture du peintre métaphysique italien Giorgio De Chirico. Elle est conservée au Museum of Modern Art de New York. 

## Description
Le sujet du tableau est une grande tour. La scène est frappée par une lumière du soir faible et angulaire. Au premier plan, sous la tour, deux petites figures sombres ressemblant à celles des futures œuvres de Salvador Dalí. Cette peinture est l'exemple le plus célèbre du thème de la tour qui apparaît dans plusieurs œuvres de de Chirico. 
Bien que le tableau soit daté de 1911, cette date est généralement remise en question. Il a été spéculé par le Museum of Modern Art de New York qu'il a été créé de 1912 à 1913 tandis que la Annenberg School for Communication suggère 1913-1914. Selon l'historien de l'art Robert Hughes, la peinture s'inspire de la Mole Antonelliana de Turin . 
Cette peinture, entre autres œuvres de Giorgio de Chirico, a influencé la peinture de Fumito Ueda pour la couverture avant du jeu vidéo Ico utilisé dans les versions japonaise et européenne du jeu.  